# Авиаудар по зданию Луганской областной администрации
Авиаудар по зданию Луганской областной государственной администрации (ОГА) 2 июня 2014 года был нанесён украинскими ВВС в ходе выполнения боевых заданий по воздушной поддержке Луганского погранотряда, блокированного вооружёнными сторонниками самопровозглашённой ЛНР. В результате штурмового удара, нанесённого примерно в 15:00 по находящемуся в самом центре города зданию Луганской ОГА, захваченному сепаратистами несколько недель назад, автостоянке перед ним и скверу имени Героев Великой Отечественной войны, погибли 8 человек, ещё двадцать восемь человек были ранены осколками. Среди погибших находились министр здравоохранения Луганской Народной Республики Наталья Архипова и пророссийский активист Александр Гизай. В авианалёте участвовали два самолёта.
В сквере перед подвергшимся удару четырёхэтажным зданием ОГА были обнаружены две неразорвавшиеся неуправляемые авиационные ракеты. Вокруг сквера расположены жилые многоэтажные дома.
Целью авиаудара руководство ЛНР называет покушение на убийство главы Луганской Народной Республики Валерия Болотова и его окружения, которые в этот момент находились в здании.

## Предшествующие события
В ночь на 2 июня к управлению Луганского пограничного отряда на окраине Луганска (квартал «Мирный») прибыло около 100 вооружённых людей. Первая атака с применением стрелкового оружия началась около 4 часов утра и продолжалась примерно 40 минут. Пограничникам удалось отбить атаку. Перестрелка продолжалась весь день.

## Действия украинской авиации
Вечером 2 июня на официальном веб-сайте Министерства обороны Украины была размещена информация о действиях украинской боевой авиации в районе Луганска в течение дня.
Согласно этой информации, в течение дня украинская авиация предпринимала активные боевые действия в районе Луганска, оказывая воздушную поддержку пограничникам из управления Луганского погранотряда, подвергшимся нападению вооружённых сепаратистов. Против нападавших были применены вертолёты Ми-24 армейской авиации и самолёты ВВС Украины.
В обеденное время воздушную поддержку осуществляли самолёты Су-25, которые наносили удары по позициям сепаратистов. В частности, были уничтожены два блокпоста. Действия штурмовиков прикрывали истребители ВВС Украины, но их работе мешала низкая облачность. В один из боевых эпизодов истребитель опустился ниже облаков, подвергся обстрелу с земли, но выполнил боевую задачу и вернулся на базу.
После 15:00 по ряду объектов «работали» вертолёты Ми-24 под прикрытием истребителя МиГ-29, осуществлявшие «зачистку» лесополосы, из которой вёлся обстрел объектов Луганского погранотряда из гранатомётов и миномётов.
В целом 2 июня, согласно докладу, было потрачено более 150 боеприпасов, выполнено 3 самолёто-вылета и 5 вертолёто-вылетов.

## Версии произошедшего
Спикер штаба Антитеррористической операции В. Селезнёв заявил, что «силы АТО не ведут огонь по жилым кварталам городов и не используют авиацию в этих районах». По заявлению пресс-офицера АТО Алексея Дмитрашковского, взрыв произошёл внутри здания из-за «неумелого обращения со стрелковым оружием и взрывчатыми веществами», а «обстрела здания снаружи, тем более с самолёта, не было».
По словам первого заместителя генерального прокурора Украины Николая Голомшы, инцидент был вызван выстрелом с земли из ПЗРК по украинскому самолёту. По  заявлению представителей МВД Украины по Луганску, ракета ПЗРК, захватив головкой ИК-наведения горячий кондиционер на стене здания ОГА вместо двигателя самолёта, попала в фасад ОГА. Также на версии самообстрела настаивали и представители ВС Украины.
3 июня наблюдатели ОБСЕ в своём ежедневном докладе сообщили, что удар по зданию ОГА был нанесён неуправляемыми ракетами, выпущенными с самолёта. После опубликования официальный сайт с докладом был подвергнут DDoS-атаке, в связи с чем имел проблемы с доступом. Представитель ОБСЕ по свободе СМИ Дунья Миятович прокомментировала это тем, что «в движение приведены силы, пытающиеся ограничить свободу слова». При этом, заявления украинских СМИ о намерениях организации уточнить текст своего отчёта были опровергнуты.
7 июня ОБСЕ передала в ООН предварительные выводы миссии о произошедшей в Луганске воздушной атаке.
Журналист телеканала CNN, основываясь на результатах собственного расследования, проведённого совместно с военным экспертом, пришёл к заключению о том, что здание ОГА подверглось атаке украинских военных с воздуха. На это, в частности, указывает характер повреждений верхушек деревьев и воронки от снарядов, расположенные по прямой линии от парка к зданию ОГА. По мнению военного эксперта, сопровождавшего корреспондента CNN, размер воронок соответствует снарядам 30-мм авиапушки, использующейся на самолётах Су-25 и Су-27. CNN также приводит мнение редактора европейской версии IHS Jane’s Defence Weekly Ник де Ларринага (англ. Nick de Larrinaga), полагающего, что украинские военные скорее всего использовали штурмовик Су-25. Самолёт именно этого типа участвовал в воздушной поддержке воинской части на окраине Луганска.
По мнению директора военно-аналитического центра ARES Ника Джензен-Джонса, высказанному в интервью радиостанции Би-би-си, наиболее вероятной является версия об использовании НУРС С-8. Комментируя предположения о применении кассетных боеприпасов или авиационной пушки, эксперт заявил, что характер повреждений зданий и воронок на земле всё же больше говорит в пользу предположения о залпе НУРСами.

## Реакция
Лидер фракции Партии регионов в Верховной раде Александр Ефремов назвал авиаудар «беспрецедентным по своей жестокости преступлением», призвав депутатов поддержать проект резолюции о признании юрисдикции Международного суда в Гааге в расследовании этого дела.
В связи с событиями в Луганске Министерство иностранных дел России выступило с заявлением, осуждающим «новый акт насилия украинских властей»:

Сегодня, 2 июня, киевские власти совершили очередное преступление против собственного народа. В результате обстрела авиацией Вооружённых сил Украины здания Луганской областной государственной администрации погибли мирные граждане Украины.

Киев в очередной раз грубо нарушил договорённости, согласованные в Женевском заявлении от 17 апреля и получившие развитие в «дорожной карте» швейцарского председательства ОБСЕ. Всё случившееся свидетельствует об откровенном нежелании киевских властей идти по пути поиска путей межнационального согласия в стране…
Уполномоченный Министерства иностранных дел России по вопросам прав человека, демократии и верховенства права Константин Долгов заявил, что Россия выступает за расследование авианалёта на Луганск.
3 июня Валерий Болотов объявил в Луганске трёхдневный траур по погибшим в результате авиаудара.
4 июня на официальном сайте Следственного комитета РФ появилась информация о создании управления по расследованию преступлений международного характера против мирных граждан на Украине. Было отмечено, что управление будет действовать до тех пор, пока все виновные в гибели мирных граждан не будут привлечены к уголовной ответственности:

Что касается лиц, причастных к преступлениям против мирного населения, то СК России намерен привлечь к уголовной ответственности всех без исключения должностных лиц, военных, как непосредственно принимающих участие в карательных операциях, так и лиц, отдающих приказы и финансирующих убийства мирных граждан. В связи с этим Следственный комитет России намерен дать правовую оценку действиям Арсена Авакова, Игоря Коломойского и других.
Следственный комитет призывает всех, в том числе и сознательных граждан Украины, оказать содействие в установлении конкретных исполнителей убийств мирных граждан юго-восточных регионов Украины — военных: лётчиков, снайперов, командиров артиллерийских расчётов и других лиц, непосредственно совершавших и совершающих эти преступления.

## Память о погибших
- 2 июня 2015 года в центре города состоялось открытие памятника жертвам авианалёта[32][33].

«Памятник погибшим от авианалёта украинских ВВС»

- 2 июня 2018 года в Луганске у Дома правительства ЛНР открыли памятный знак «Жертвам авиаудара 2 июня 2014 года»[34].

## След в кинематографе
Авиаудар по зданию Луганской областной администрации показан в пропагандистском фильме «Солнцепёк» (2021)